# Chaetodon fasciatus
Espèce
Statut de conservation UICN

 LC  : Préoccupation mineure
Chaetodon fasciatus est une espèce de poissons appartenant à la famille des Chaetodontidae.

## Répartition
Cette espèce est endémique de la mer Rouge.